# James G. McCarthy
James G. McCarthy oder Jim McCarthy (* 1952) ist ein amerikanischer Theologe, Bibellehrer und Autor, früherer Katholik und jetzt evangelikaler Christ. James G. McCarthy ist einer der Gründer von Good News for Catholics, einer Organisation von ehemaligen Katholiken, die 1981 in Kalifornien gegründet wurde.
McCarthy wuchs in San Francisco als Sohn irischer Einwanderer auf. Anfang zwanzig trat er aus der katholischen Kirche aus, da er deren Lehren nicht mit seinem Verständnis der Bibel vereinen konnte. Heute ist er Ältester in einer evangelikalen Freikirche. Sein Buch Letters between a Catholic and Evangelical erschien 2003 in Zusammenarbeit mit John Waiss, einem Opus-Dei-Priester, mit dem er seit seinem Studium befreundet ist. Beide legen darin ihre unterschiedlichen Sichtweisen über die katholische Theologie dar. McCarthy ist verheiratet und hat drei Kinder.

## Veröffentlichungen (Auswahl)
- Das Evangelium nach Rom. CLV, Bielefeld 1996, ISBN 3-89397-366-4.
- Fiat Lux. Christlicher Mediendienst, Hünfeld 2006, ISBN 3-9810173-8-2.
- Im Gespräch mit Katholiken. CLV, Bielefeld 2005, ISBN 3-89397-976-X.
- Was nicht nur Katholiken wissen sollten. CLV, Bielefeld, ISBN 3-89397-434-2.